# Pseudoleptonema kalukandama
Pseudoleptonema kalukandama är en nattsländeart som beskrevs av Schmid 1958. Pseudoleptonema kalukandama ingår i släktet Pseudoleptonema och familjen ryssjenattsländor. Inga underarter finns listade i Catalogue of Life.